# Quanzhou
Quanzhou /tɕʰɥɛ̌nʈʂóu/ (chiń. 泉州; pinyin Quánzhōu) – miasto na prawach prefektury w południowo-wschodnich Chinach, w prowincji Fujian, nad Cieśniną Tajwańską, na północny wschód od miasta Xiamen. Prefektura miejska w 2010 roku liczyła 8 128 533 mieszkańców, z czego samo miasto Quanzhou zamieszkiwało 1 154 731 osób. Ośrodek rzemiosła artystycznego oraz przemysłu spożywczego, włókienniczego i chemicznego; port żeglugi kabotażowej.

## Historia
Od czasów dynastii Tang miasto było jednym z najważniejszych chińskich portów. W Europie znany był pod arabską nazwą Zaiton, która dała początek nazwie satyna. Gościł tu m.in. Ibn Battuta, a Marco Polo na początku 1292 r. stąd wyruszył z flotą 14 statków w drogę powrotną do Europy. Swoją świetność Quanzhou osiągnęło za czasów dynastii Song; mieszkało tu wówczas ponad 500 tysięcy ludzi, w tym kilka tysięcy cudzoziemców.
Po 1949 roku nastąpił upadek miasta. Najpierw, z powodu strategicznego położenia w pobliżu Tajwanu, Quanzhou znalazło się na obszarze strefy wojskowej, co zahamowało jego rozwój. Po rozpoczęciu reform gospodarczych w latach 80. XX wieku Quanzhou straciło na znaczeniu na rzecz pobliskiego Xiamen, gdzie utworzono specjalną strefę ekonomiczną.

## Gospodarka
Quanzhou jest dużym ośrodkiem przemysłu odzieżowego. W mieście znajduje się także wielka cukrownia, fabryka owoców kandyzowanych, a także fabryka porcelany.

## Edukacja
Od 1960 roku w Quanzhou działa uczelnia wyższa.

## Zabytki
Świadectwem bogatej historii miasta są liczne zabytki. Do najsłynniejszych należą pochodzący z VII wieku buddyjski klasztor Kaiyuan si, pięciometrowy posąg Laozi oraz liczne zabytki pozostałe po kupcach arabskich, w tym zbudowany w 1009 roku meczet Qingjing. W północnej części miasta znajduje się 1100-metrowy most Luoyang, zabytek techniki z XI w.

## Podział administracyjny
Prefektura miejska Quanzhou podzielona jest na:
- 4 dzielnice: Fengze, Licheng, Luojiang, Quangang,
- 3 miasta: Shishi, Jinjiang, Nan’an,
- 4 powiaty: Xianyou, Anxi, Yongchun, Dehua oraz powiat Jinmen kontrolowany przez Tajwan.